# Louis Le Hunsec
Cet article possède un paronyme, voir Louis Le Pensec.
Louis Le Hunsec, né le 6 janvier 1878 à Ploemeur, mort le 25 décembre 1954, connu sous le nom de Mgr Le Hunsec, est un ancien vicaire apostolique de Sénégambie (actuel Sénégal), et préfet apostolique du Sénégal.

## Biographie
Louis François Le Hunsec est né le 6 janvier 1878 à Ploemeur dans le Morbihan de Louis Pierre Le Hunsec et de Marie-Thérèse Le Gouhir, boulangers.

### Principaux ministères
Il est ordonné prêtre de la Congrégation du Saint-Esprit le 21 septembre 1901.
Le 22 avril 1920, le pape Benoît XV le nomme vicaire apostolique de Sénégambie avec le titre d'évêque titulaire d'Europus (de). Il reçoit la consécration épiscopale des mains de Mgr Le Roy, supérieur général de la Congrégation du Saint-Esprit et ancien vicaire apostolique du Gabon, avec comme co-consécrateurs Raymond-René Lerouge et Alfred Louis Keiling.
Dès le 26 juin 1920, il est également nommé préfet apostolique du Sénégal.
Le 26 juillet 1926, il résigne sa charge de vicaire apostolique de Sénégambie tout en conservant celle de préfet apostolique du Sénégal (qu'il conserve jusqu'à son décès) et devient supérieur général de la Congrégation du Saint-Esprit jusqu'en 1950.
Le 24 février 1945, il est nommé archevêque titulaire de Marcianopolis (de) (aujourd'hui Devnya en Bulgarie).

## Distinctions
- Officier de la Légion d'honneur (9 aout 1948)[1]
- Officier de l'Ordre de l'Étoile noire